# Noa Isidore
Noa Isidore (* 17. September 2004 in Troyes) ist ein französischer Radrennfahrer.

## Sportlicher Werdegang
Als Junior war Isidore Mitglied im Junioren-Team vom AG2R Citroën Team und der französischen Nationalmannschaft und erzielte bereits erste Erfolge auf internationaler Ebene. Obwohl mehrere französische UCI WorldTeam Interesse an Isidore hatten, entschied er sich mit dem Wechsel in die U23 zunächst für das UCI Continental Team CIC U Nantes Atlantique und begann ein Studium in Sportmanagement. Mit dem Gewinn der zweiten Etappe der Alpes Isère Tour 2023 erzielte er seinen ersten Erfolg auf der UCI Europe Tour. Bei der Tour d’Eure-et-Loir gewann er die erste Etappe und verteidigte die Führung in der Gesamtwertung bis zum Ende der Rundfahrt.
Zur Saison 2024 wechselte Isidore in das Decathlon AG2R La Mondiale Development Team. Zum Saisonbeginn sicherte er sich nach dem zweiten Platz bei der Trofej Umag und dem fünften Platz bei der Poreč Trophy die Gesamtwertung der Istrian Spring Trophy. Im Juni wurde er französischer U23-Meister im Straßenrennen. Bei der Tour of Britain war er als Neunter zweitbester Fahrer aus einem Continental Team.
Nach nur einem Jahr im Development Team wurde Isidore zur Saison 2025 in das UCI WorldTeam von AG2R La Mondiale übernommen.

## Erfolge
2021
- Gran Premio Eccellenze Valli del Soligo

2022
- Gesamtwertung und eine Etappe La Philippe Gilbert juniors
- Mannschaftszeitfahren Aubel-Thimister-Stavelot
- eine Etappe und Punktewertung Ain Bugey Valromey Tour

2023
- eine Etappe Alpes Isère Tour
- Gesamtwertung, eine Etappe und Nachwuchswertung Tour d’Eure-et-Loir

2024
- Gesamtwertung, eine Etappe und Punktewertung Istrian Spring Trophy
- Französischer Meister – Straßenrennen (U23)